# Torre la Ribera
Torre la Ribera  es un municipio español de la provincia de Huesca situado en la comarca de Ribagorza, comunidad autónoma de Aragón.

## Geografía

### Núcleos de población
- Bralláns
- Torre la Ribera (núcleo urbano)
- Vilas del Turbón
- Villacarli
- Visalibóns

## Demografía
Torre la Ribera cuenta con una población de 100 habitantes (INE 2024).
| Gráfica de evolución demográfica de Torre la Ribera entre 1842 y 2021 |
| |
| Población de derecho según los censos de población del INE Población de hecho según los censos de población del INEEntre el censo de 1857 y el anterior, este municipio desaparece porque se integra en el municipio Villacarlí Entre el censo de 1877 y el anterior, aparece este municipio porque cambia de nombre y desaparece el municipio Villacarlí |

## Administración y política
| Período   | Alcalde             | Partido |  |
| --------- | ------------------- | ------- |  |
| 1979-1983 | Tomás Lanau Fierro  | UCD     |  |
| 1983-1987 |                     |         |  |
| 1987-1991 |                     |         |  |
| 1991-1995 |                     |         |  |
| 1995-1999 |                     |         |  |
| 1999-2003 |                     |         |  |
| 2003-2007 |                     |         |  |
| 2007-2011 | José Franch Aventín | PSOE    |  |
| 2011-2015 | José Franch Aventín | PSOE    |  |
| 2015-2019 | José Franch Aventín | PSOE    |  |
| 2019-2023 | José Franch Aventín | PSOE    |  |
| 2023-2027 | José Franch Aventín | PSOE    |  |

| Partido político    | Partido político                                   | 2003   | 2007   | 2011   | 2015   | 2019   | 2023   |
| Partido político    | Partido político                                   | Ediles | Ediles | Ediles | Ediles | Ediles | Ediles |
|                     | Partido de los Socialistas de Aragón (PSOE-Aragón) | 4      | 4      | 4      | 4      | 5      | 4      |
|                     | Partido Aragonés (PAR)                             | —      | 0      | 1      | 1      | 0      | 0      |
|                     | Partido Popular de Aragón (PP)                     | 1      | 1      | 0      | 0      | 0      | 1      |
|                     | Chunta Aragonesista (CHA)                          | —      | 0      | 0      | 0      | —      | —      |
| Total de concejales | Total de concejales                                | 5      | 5      | 5      | 5      | 5      | 5      |

## Fiestas locales
- Pascua de Resurrección